# Завадский, Вениамин Валерианович
Вениамин Валерианович Завадский (псевдоним В. Корсак, 9(22) сентября 1884, Троицк, Область Войска Донского — 12 июля 1944, Париж) — русский писатель.

## Биография
Православный. Детство провёл в Псковской губ. в имении у тётки и в г. Везенберге (Вильянди) Эстляндской губ., где служил отец по судебному ведомству. Учился в гимназии в Троицке, окончил Воронежскую гимназию. Учился на юридическом факультете Варшавского университета, но курса его не окончил. Женат на хирурге и биологе Надежде Александровне Добровольской. До 1914 года служил в страховом предприятии. В начале Первой мировой войны мобилизован как прапорщик запаса. В ноябре 1914 ранен в бою под Варшавой, получил тяжёлую контузию головы, попал в плен в Восточной Пруссии. Содержался почти 4 года в Мюнденском лагере для военнопленных. В начале февраля 1917 года переведён в лагерь в Галле, затем — в Эшвег.
Затем возвратился на родину, был признан негодным к военной службе, служил в одном из провинциальных военных комиссариатов. Писарь в уездном городе Могилёвской губ. и в отделе военных заготовок Совнархоза. Затем переехал в Гомель, оттуда — в Киев. В 1919 дежурил в Киевском офицерском полку.
После взятия Киева вступил в Добровольческую армию, с которой отступил в Одессу. На английском госпитальном судне вывезен в Египет. С 1922 жил в Париже. Писатель, мемуарист. Сотрудничал в «Последних новостях», «Днях», «России и славянстве». Сотрудничал с Союзом русских писателей и журналистов в Париже. В 1938 выступал с лекцией в Русском трудовом христианском движении. Член Обезьяньей палаты А. М. Ремизова («Полпред Египетский»). Масон, член русских лож союза Великого Востока Франции.
Скончался в 1944 году, похоронен на кладбище Сент-Женевьев-де-Буа (могила № 790).

## Сочинения
- Плен. Париж, «Родник», 1927.
  - Переиздание: М., Детектив-пресс, 2009. ISBN 978-5-91039-026-7.
- Забытые. Париж, «Родник», 1928.
- У красных. Париж, 1930. 163 с.
- У белых. Париж, 1931. 172 с.
- Великий исход. Архивная копия от 27 сентября 2013 на Wayback Machine Париж, 1931.
- Жуки на солнце. 1932.
- Юра. 1935.
- Печать. 1938. 335 с.
- В гостях у капитана. 1939.
- Рим. 1949.
- Один : роман из жизни эмиграции. 1951.
- Вдвоем : роман из жизни эмиграции. 1951.
- Со всеми вместе. 1952.